# L'Hôpital-Saint-Blaise
Pour les articles homonymes, voir Saint-Blaise.
L'Hôpital-Saint-Blaise (Ospitalepea en basque) est une commune française, située dans le département des Pyrénées-Atlantiques en région Nouvelle-Aquitaine.
Le gentilé est Ospitaletar.

## Géographie

### Localisation
La commune de l'Hôpital-Saint-Blaise se trouve dans le département des Pyrénées-Atlantiques, en région Nouvelle-Aquitaine.
Elle se situe à 51 km par la route de Pau, préfecture du département, à 19 km d'Oloron-Sainte-Marie, sous-préfecture, et à 12 km de Mauléon-Licharre, bureau centralisateur du canton de Montagne Basque dont dépend la commune depuis 2015 pour les élections départementales.
La commune fait en outre partie du bassin de vie de Mauléon-Licharre.
Les communes les plus proches sont : 
Gurs (4,2 km), Préchacq-Josbaig (4,8 km), Préchacq-Navarrenx (5,0 km), Dognen (5,1 km), Geüs-d'Oloron (5,1 km), Saint-Goin (5,5 km), Lay-Lamidou (5,9 km), Angous (6,0 km).
Sur le plan historique et culturel, L'Hôpital-Saint-Blaise fait partie de la province de la Soule, un des sept territoires composant le Pays basque,. La Basse-Navarre en est la province la plus variée en ce qui concerne son patrimoine, mais aussi la plus complexe du fait de son morcellement géographique. Depuis 1999, l'Académie de la langue basque ou Euskalzaindia divise le territoire du Labourd en six zones,. La Soule, traversée par la vallée du Saison, est restée repliée sur ses traditions (mascarades, pastorales, chasse à la palombe, etc). Elle se divise en Arbaille, Haute-Soule et Basse-Soule, dont fait partie la commune.

### Communes limitrophes
Les communes limitrophes sont  Barcus, Chéraute, Gurs, Moncayolle-Larrory-Mendibieu et Préchacq-Josbaig.
| Moncayolle-Larrory-Mendibieu | Gurs                   |                  |
| Chéraute                     | L'Hôpital-Saint-Blaise |                  |
|                              | Barcus                 | Préchacq-Josbaig |

### Hydrographie

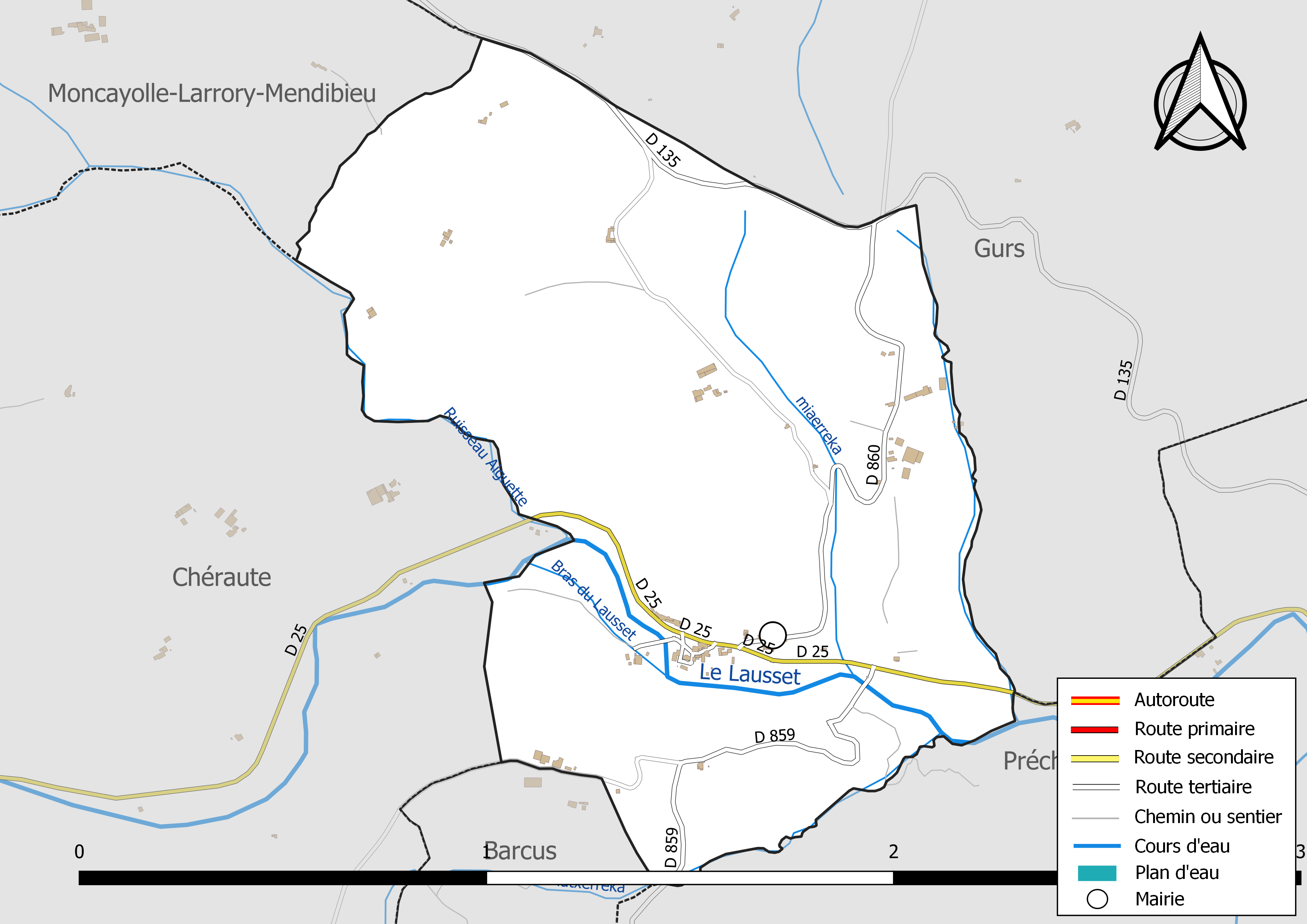
Réseaux hydrographique et routier de l'L'Hôpital-Saint-Blaise.

La commune est drainée par le Lausset, un bras du Lausset, le Lacherreca, Miaerreca, le ruisseau Aiguette, et par divers petits cours d'eau, constituant un réseau hydrographique de 5 km de longueur totale,.
Le Lausset, d'une longueur totale de 39,3 km, prend sa source dans la commune de Sauguis-Saint-Étienne et s'écoule du sud vers le nord. Il traverse la commune et se jette dans le gave d'Oloron à Narp, après avoir traversé 14 communes.

### Climat
Pour des articles plus généraux, voir Climat de la Nouvelle-Aquitaine et Climat des Pyrénées-Atlantiques.
Historiquement, la commune est exposée à un climat de montagne.  
En 2020, Météo-France publie une typologie des climats de la France métropolitaine dans laquelle la commune est toujours exposée à un climat de montagne et est dans la région climatique Pyrénées atlantiques, caractérisée par une pluviométrie élevée (>1 200 mm/an) en toutes saisons, des hivers très doux (7,5 °C en plaine) et des vents faibles.
Pour la période 1971-2000, la température annuelle moyenne est de 13,4 °C, avec une amplitude thermique annuelle de 13,8 °C. Le cumul annuel moyen de précipitations est de 1 280 mm, avec 11,4 jours de précipitations en janvier et 8,9 jours en juillet. Pour la période 1991-2020, la température moyenne annuelle observée sur la station météorologique la plus proche, située sur la commune d'Oloron-Sainte-Marie à 15 km à vol d'oiseau, est de 13,1 °C et le cumul annuel moyen de précipitations est de 1 491,4 mm,. Pour l'avenir, les paramètres climatiques de la commune estimés pour 2050 selon différents scénarios d’émission de gaz à effet de serre sont consultables sur un site dédié publié par Météo-France en novembre 2022.

### Milieux naturels et biodiversité

#### Réseau Natura 2000
Le réseau Natura 2000 est un réseau écologique européen de sites naturels d'intérêt écologique élaboré à partir des Directives « Habitats » et « Oiseaux », constitué de zones spéciales de conservation (ZSC) et de zones de protection spéciale (ZPS).
Un site Natura 2000 a été défini sur la commune au titre de la « directive Habitats » : « le gave d'Oloron (cours d'eau) et marais de Labastide-Villefranche », d'une superficie de 2 547 ha, une rivière à saumon et écrevisse à pattes blanches,.

#### Zones naturelles d'intérêt écologique, faunistique et floristique
L’inventaire des zones naturelles d'intérêt écologique, faunistique et floristique (ZNIEFF) a pour objectif de réaliser une couverture des zones les plus intéressantes sur le plan écologique, essentiellement dans la perspective d’améliorer la connaissance du patrimoine naturel national et de fournir aux différents décideurs un outil d’aide à la prise en compte de l’environnement dans l’aménagement du territoire.
Une ZNIEFF de type 1 est recensée sur la commune, : 
le « Lausset amont et zones tourbeuses associées » (190,06 ha), couvrant 11 communes du département.

## Urbanisme

### Typologie
Au 1er janvier 2024, L'Hôpital-Saint-Blaise est catégorisée commune rurale à habitat très dispersé, selon la nouvelle grille communale de densité à sept niveaux définie par l'Insee en 2022.
Elle est située hors unité urbaine. Par ailleurs la commune fait partie de l'aire d'attraction d'Oloron-Sainte-Marie, dont elle est une commune de la couronne,. Cette aire, qui regroupe 44 communes, est catégorisée dans les aires de moins de 50 000 habitants,.

### Occupation des sols

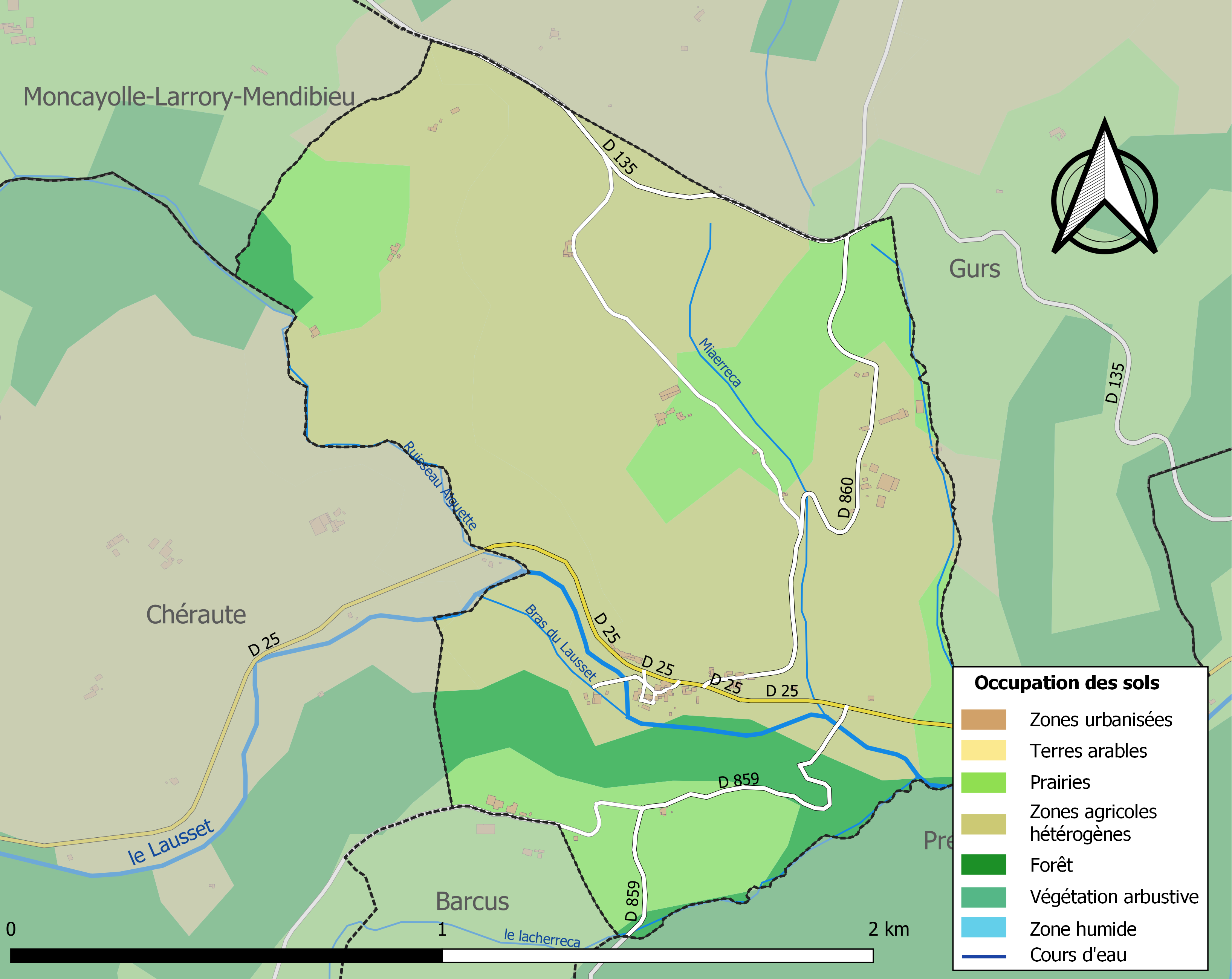
Carte des infrastructures et de l'occupation des sols de la commune en 2018 (CLC).

L'occupation des sols de la commune, telle qu'elle ressort de la base de données européenne d’occupation biophysique des sols Corine Land Cover (CLC), est marquée par l'importance des territoires agricoles (90,4 % en 2018), une proportion identique à celle de 1990 (90,4 %). La répartition détaillée en 2018 est la suivante : 
zones agricoles hétérogènes (65,1 %), prairies (25,3 %), forêts (9,6 %). L'évolution de l’occupation des sols de la commune et de ses infrastructures peut être observée sur les différentes représentations cartographiques du territoire : la carte de Cassini (XVIIIe siècle), la carte d'état-major (1820-1866) et les cartes ou photos aériennes de l'IGN pour la période actuelle (1950 à aujourd'hui).

### Lieux-dits et hameaux
Sept quartiers composent la commune de l'Hôpital-Saint-Blaise :
- Davansens
- Kharrika
- Kokütxaltea (Cocutchia sur les cartes IGN)
- Kaskoa
- Miarreka
- Mauhorat (Mauhourat sur les cartes IGN)
- Miranda (Mirande sur les cartes IGN).

### Risques majeurs
Le territoire de la commune de l'Hôpital-Saint-Blaise est vulnérable à différents aléas naturels : météorologiques (tempête, orage, neige, grand froid, canicule ou sécheresse), feux de forêts et séisme (sismicité moyenne). Un site publié par le BRGM permet d'évaluer simplement et rapidement les risques d'un bien localisé soit par son adresse soit par le numéro de sa parcelle.
L'Hôpital-Saint-Blaise est exposée au risque de feu de forêt. En 2020, le premier plan de protection des forêts contre les incendies (PDPFCI) a été adopté pour la période 2020-2030. La réglementation des usages du feu à l’air libre et les obligations légales de débroussaillement dans le département des Pyrénées-Atlantiques font l'objet d'une consultation de public ouverte du 16 septembre au 7 octobre 2022,.

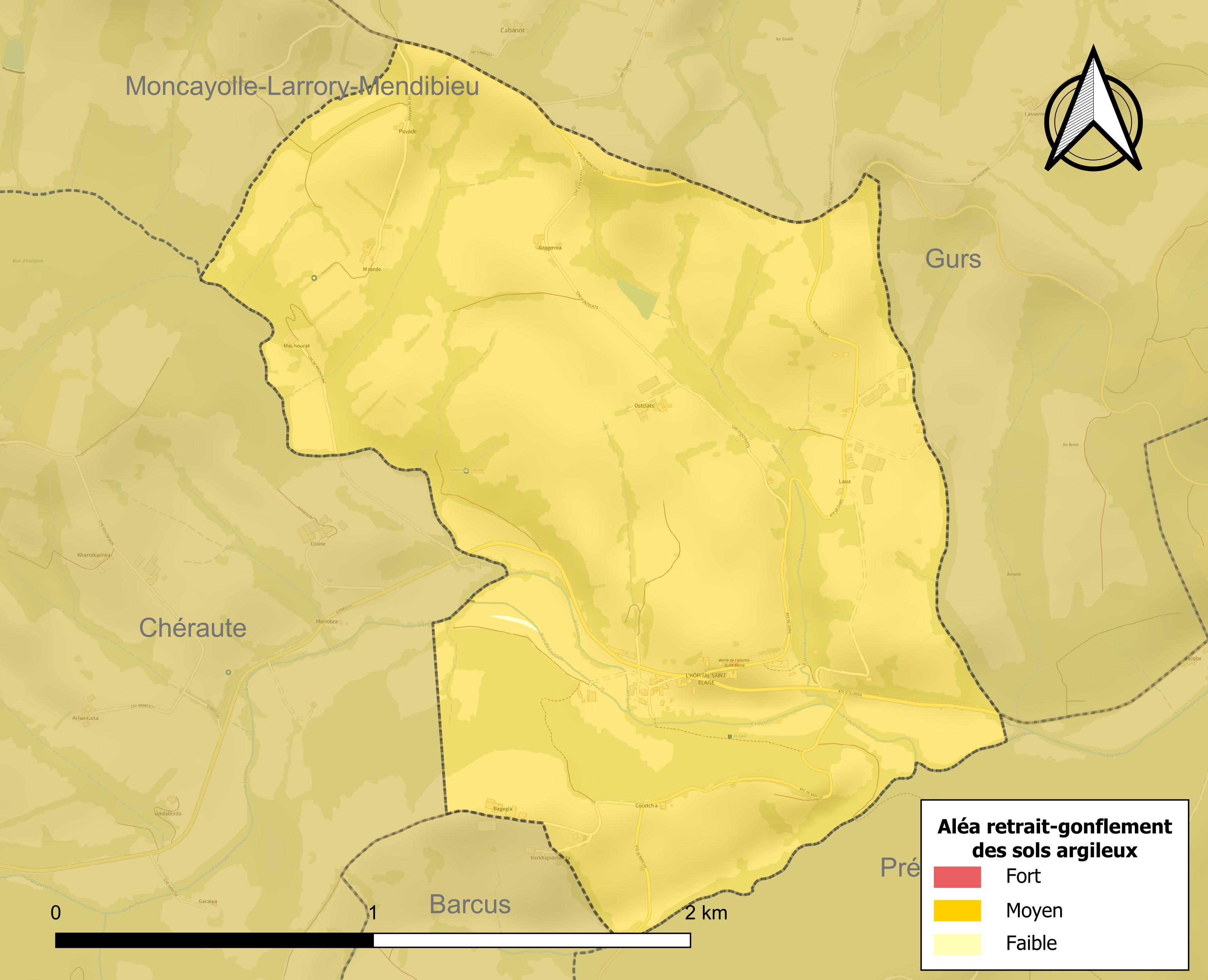
Carte des zones d'aléa retrait-gonflement des sols argileux de l'Hôpital-Saint-Blaise.

Le retrait-gonflement des sols argileux est susceptible d'engendrer des dommages importants aux bâtiments en cas d’alternance de périodes de sécheresse et de pluie. La totalité de la commune est en aléa moyen ou fort (59 % au niveau départemental et 48,5 % au niveau national). Depuis le 1er octobre 2020, en application de la loi ELAN, différentes contraintes s'imposent aux vendeurs, maîtres d'ouvrages ou constructeurs de biens situés dans une zone classée en aléa moyen ou fort,.
La commune a été reconnue en état de catastrophe naturelle au titre des dommages causés par les inondations et coulées de boue survenues en 1982, 1983, 2009, 2014 et 2018.

## Toponymie

### Attestations anciennes
Le toponyme Hôpital Saint-Blaise apparaît sous les formes 
la Commanderie de Misericordi (1334, notaires d'Oloron), 
Saint-Blas (1670, règlement des États de Navarre), 
l'Hôpital de Saint-Blaise de Misericorde (XVIIIe siècle, intendance de Pau).

### Graphie basque
Son nom basque actuel est Ospitalepea.

## Histoire

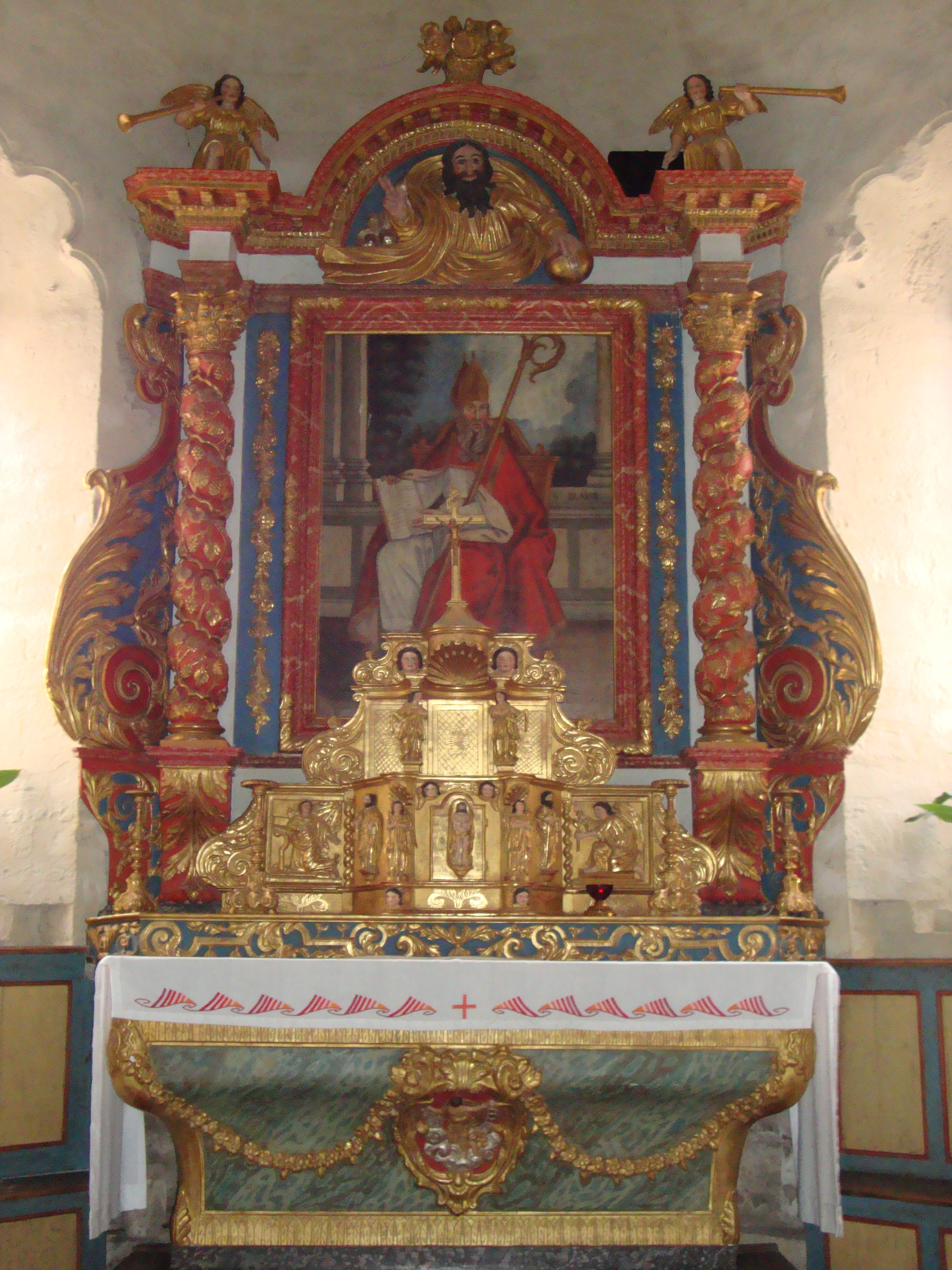
Le retable avec tableau de saint Blaise.

Le village de l'Hôpital-Saint-Blaise doit son existence à un établissement d'accueil pour les voyageurs (un hôpital) aujourd'hui disparu. La petite route qui le traverse aujourd'hui était au XIIe siècle une voie de passage entre le sud de la France et la péninsule ibérique pour des chevaliers, des marchands, des religieux, des migrants. C'était l'époque de la Reconquista : les rois chrétiens de la péninsule ibérique faisaient appel aux hommes du nord pour les aider à conquérir, à peupler, à gouverner les terres autrefois musulmanes. Tout un réseau d'hôpitaux est alors créé au nord des Pyrénées pour faciliter le voyage de ces migrants. Le roi d'Aragon, le vicomte de Béarn y prennent une part essentielle. Ils confient la gestion de ce réseau à l'Hôpital Sainte-Christine du Somport qui devient un puissant ordre religieux avec des possessions tant au Béarn, en Navarre qu'en Aragon. L'Hôpital de Miséricorde (c'est le nom le plus ancien de l'Hôpital saint Blaise) est créé au milieu du XIIe siècle par les moines de Sainte-Christine.
Les voyageurs de ce temps sont en même temps des pèlerins car ils visitent les sanctuaires qui se trouvent sur leur route. C'est la raison pour laquelle, l'Hôpital-Saint-Blaise comme la plupart des autres hôpitaux, est doté d'une église. C'est le seul vestige de cette époque conservé aujourd'hui.
L'Hôpital de Miséricorde est une communauté constituée de quelques religieux et de laïcs appelés "donats" car ils se sont "donnés" à l'hôpital et travaillent à son entretien. C'est également une commanderie avec un patrimoine qui permet à la communauté de vivre et d'assurer sa vocation d'accueil : bâtiments, terres, droits de pâturage, dîmes.
À partir du XIIIe siècle les itinéraires transpyrénéens se déplacent, et rares sont désormais les voyageurs qui s'arrêtent dans ce modeste hôpital. Parmi eux, on compte probablement quelques pèlerins de Compostelle, mais c'est plutôt à partir du XVIe siècle. Un seul a laissé une trace de son passage. Au cours des siècles suivants l'église ne bénéficie que de réparations d'urgence pour l'exercice du culte et elle 
n'est que peu transformée. La commanderie subsiste jusqu'à la Révolution, et le village qui se développe autour de l'église ne grandit guère.
Le culte de saint Blaise, évêque de Sébaste en Arménie, martyrisé le 3 février 316, est attesté dans cette église depuis le XVIe siècle. Chaque année au début du mois de février, un pèlerinage réunit la population locale. Autrefois les éleveurs invoquaient sa protection pour guérir les maladies du bétail. Il était réputé guérir aussi les maux de gorge. Saint Blaise est un des saints protecteurs les plus vénérés en Europe. Beaucoup d'églises lui sont consacrées. De nombreux corps de métiers en fait leur saint patron : les bergers, les cardeurs de laine, les tailleurs de pierre, les vignerons, etc.

## Politique et administration
| Période | Période  | Identité            | Étiquette | Qualité |
| ------- | -------- | ------------------- | --------- | ------- |
| 1995    | En cours | Dominique Uthurralt |           |         |

### Intercommunalité
L'Hôpital-Saint-Blaise appartient à sept structures intercommunales :
- la communauté d'agglomération du Pays Basque ;
- le syndicat à vocation scolaire Gaztelaïa ;
- le syndicat AEP de Navarrenx ;
- le syndicat d’assainissement du pays de Soule ;
- le syndicat d’énergie des Pyrénées-Atlantiques ;
- le syndicat intercommunal pour le soutien à la culture basque ;
- le syndicat mixte forestier des chênaies des vallées basques et béarnaises.

## Population et société

### Démographie
L'évolution du nombre d'habitants est connue à travers les recensements de la population effectués dans la commune depuis 1793. Pour les communes de moins de 10 000 habitants, une enquête de recensement portant sur toute la population est réalisée tous les cinq ans, les populations de référence des années intermédiaires étant quant à elles estimées par interpolation ou extrapolation. Pour la commune, le premier recensement exhaustif entrant dans le cadre du nouveau dispositif a été réalisé en 2004.

En 2022, la commune comptait 56 habitants, en évolution de −24,32 % par rapport à 2016 (Pyrénées-Atlantiques : +3,78 %, France hors Mayotte : +2,11 %).
| 1793 | 1800 | 1806 | 1821 | 1831 | 1836 | 1841 | 1846 | 1851 |
| ---- | ---- | ---- | ---- | ---- | ---- | ---- | ---- | ---- |
| 139  | 159  | 156  | 116  | 201  | 200  | 187  | 182  | 172  |

| 1856 | 1861 | 1866 | 1872 | 1876 | 1881 | 1886 | 1891 | 1896 |
| ---- | ---- | ---- | ---- | ---- | ---- | ---- | ---- | ---- |
| 164  | 157  | 159  | 156  | 172  | 153  | 144  | 138  | 125  |

| 1901 | 1906 | 1911 | 1921 | 1926 | 1931 | 1936 | 1946 | 1954 |
| ---- | ---- | ---- | ---- | ---- | ---- | ---- | ---- | ---- |
| 121  | 130  | 134  | 130  | 119  | 96   | 92   | 78   | 73   |

| 1962 | 1968 | 1975 | 1982 | 1990 | 1999 | 2004 | 2006 | 2009 |
| ---- | ---- | ---- | ---- | ---- | ---- | ---- | ---- | ---- |
| 77   | 82   | 74   | 64   | 76   | 74   | 76   | 73   | 81   |

| 2014 | 2019 | 2022 | - | - | - | - | - | - |
| ---- | ---- | ---- | - | - | - | - | - | - |
| 74   | 61   | 56   | - | - | - | - | - | - |

## Économie
L'activité est essentiellement tournée vers l'agriculture (maïs et élevage). La commune fait partie de la zone d'appellation de l'ossau-iraty.
Elle comporte deux restaurants.

## Culture locale et patrimoine

### Patrimoine civil
Le moulin du XVIIe siècle a été restauré en 2014.

### Patrimoine religieux
L'église Saint-Blaise, édifice roman du milieu du XIIe siècle a été inscrite à l'inventaire des monuments historiques en 1888. Cela lui a permis d'échapper  de peu à la ruine complète. Elle a bénéficié de deux campagnes de restauration, la première de 1903 à 1906, la seconde de 1985 à 2002. Au cours du XXe siècle sa notoriété a grandi peu à peu chez les historiens de l'art, puis dans le grand public.
Un isolement de plusieurs siècles explique l'état de conservation remarquable du monument. Et le site dans lequel on le voit aujourd'hui reste très évocateur. Le voyageur  découvre un petit village serré autour de son église romane, dans un vallon boisé. Cette église frappe par l'harmonie des proportions, l'aspect monumental que lui donnent ses deux clochers, l'épaisseur des murs en pierre brune, la simplicité du décor sculpté.
Dès le début du XXe siècle les historiens de l'art ont remarqué ce qui fait sa grande originalité : les orientalismes du décor. On parle de style hispano-mauresque. Les claustra - grilles de pierre qui ferment les fenêtres-, la coupole ornée de fines nervures, les arcs polylobés rappellent les monuments construits en Espagne au Moyen Âge, tant dans les royaumes chrétiens que dans la partie musulmane du pays. Les bâtisseurs ont certainement voulu évoquer l'orient lointain, ce pays à l'est de la Méditerranée que les chevaliers d'occident disputaient alors aux musulmans : la Terre sainte et Jérusalem qui était perçue alors comme le centre du monde.
En 1998, l'Hôpital-Saint-Blaise est inscrit au patrimoine mondial de l'Humanité comme témoignage des chemins de Saint-Jacques-de-Compostelle. Ce classement est une consécration pour la commune, une reconnaissance de ses efforts pour restaurer, mettre en valeur le monument et le site du village. Mais ce n'est que depuis quelques années que les pèlerins de Compostelle passent par le village.

## Équipements
- Gîte sur le chemin de Saint-Jacques-de-Compostelle : la commune dispose d'un gîte pour les pèlerins, d'une capacité de 8 personnes.